# Pachycondyla procidua
Pachycondyla procidua är en myrart som beskrevs av Carlo Emery 1890. Pachycondyla procidua ingår i släktet Pachycondyla och familjen myror. Inga underarter finns listade i Catalogue of Life.